# Église Saint-Jean de Saint-Affrique-du-Causse
L'église Saint-Jean de Saint-Affrique-du-Causse est une église située en France sur la commune de Gabriac, dans le département de l'Aveyron, en région Occitanie.
Elle fait l'objet de deux protections au titre des monuments historiques.

## Localisation
L'église est située dans le quart nord-est du département de l'Aveyron, au lieu-dit Saint-Affrique-du-Causse, à deux kilomètres au nord-nord-est du bourg de Gabriac.

## Historique
Construite au XIIe siècle, l'église a été ravagée lors de la guerre de Cent Ans. Au XVe siècle, la nef et le portail sont rebâtis. La partie supérieure du clocher pourrait dater du XVIIe siècle.
Hormis la chapelle moderne qui occupe le bras sud du transept, l'édifice est inscrit au titre des monuments historiques le 16 septembre 1941 et le 30 mai 1942 son abside romane est classée.

## Description
Contrairement à nombre d'édifices catholiques, cette église n'est pas orientée est-ouest mais nord-est/sud-ouest. Un petit cimetière lui est attenant au nord.
Recouverte de lauzes, son abside en cul de four a conservé l'architecture romane d'origine. Le reste de l'édifice est recouvert d'ardoises. À l'aplomb de la croisée du transept, le clocher comporte quatre baies campanaires dans lesquelles subsistent deux cloches. Le portail est protégé par un auvent.

## Galerie

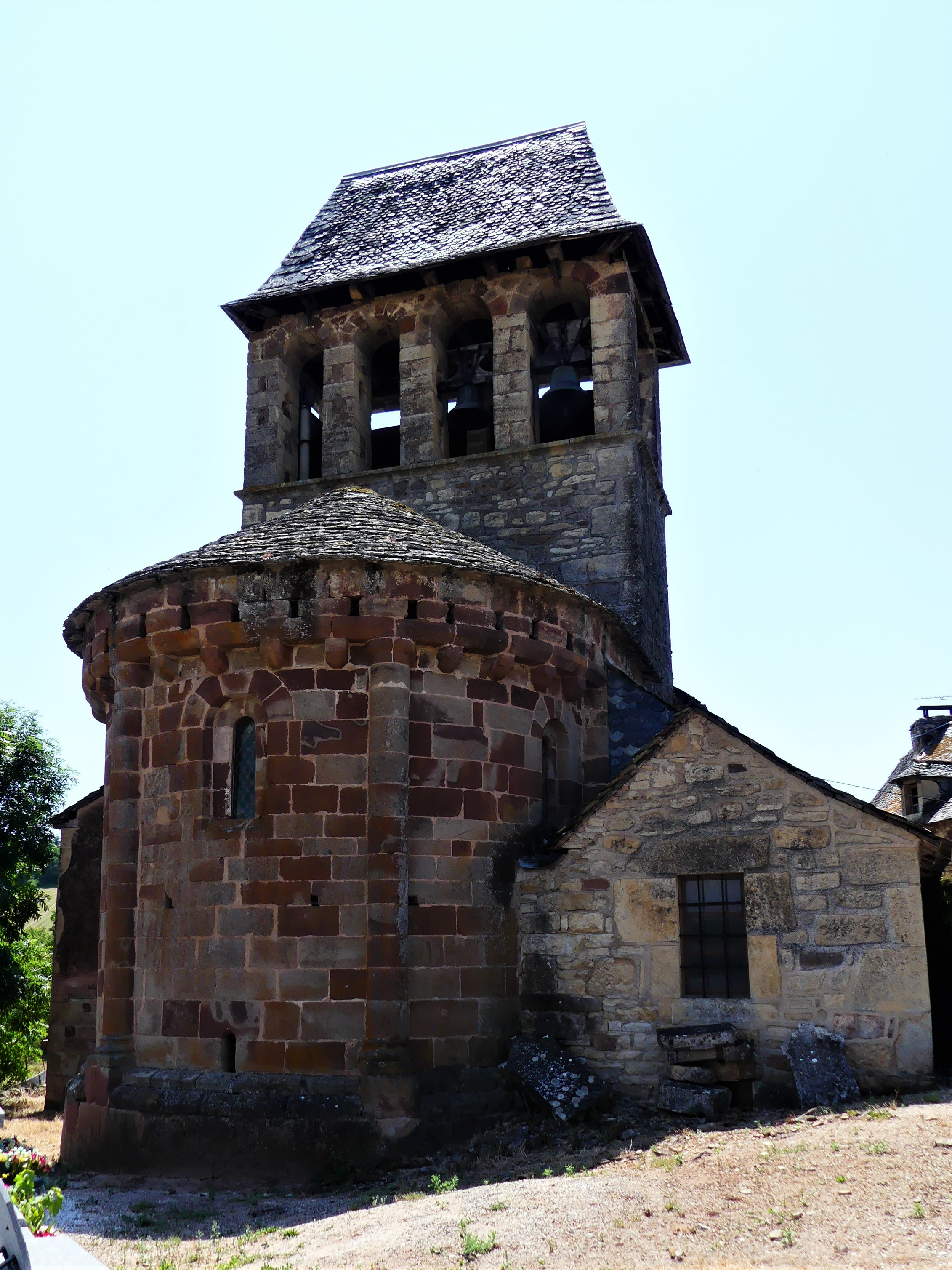
Le chevet et le clocher.
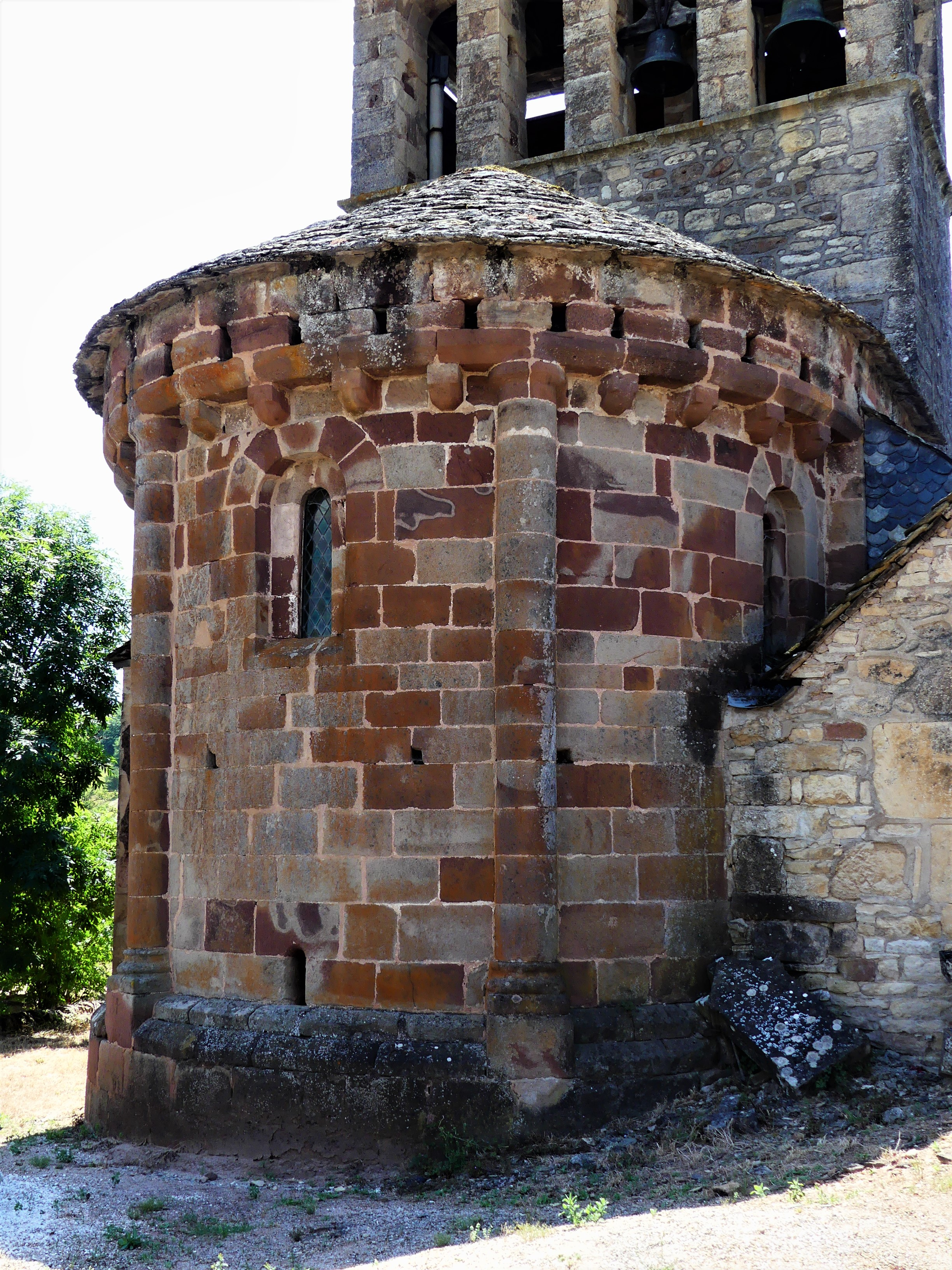
L'abside romane.
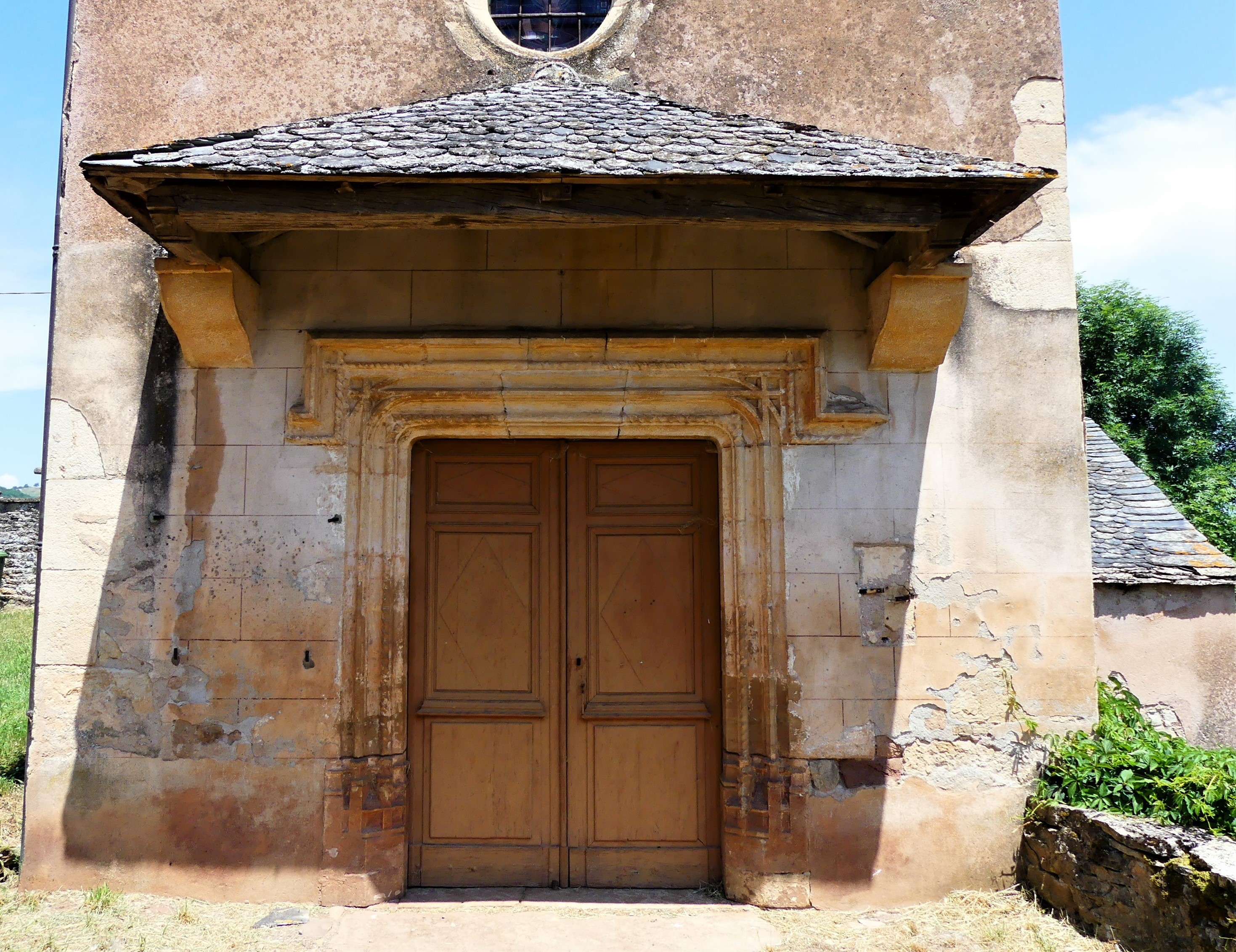
Le portail protégé par un auvent.